# كريستين جان
كريستين جان (بالفرنسية: Christine Jean)‏ هي أحيائية فرنسية، ولدت في 1957 في نانت في فرنسا.